# Yin Xu
Yin Xu (chinois : 殷墟 ; pinyin : yīn xū ; litt. « ruines (de la dynastie) Yin »), est le site archéologique de l'ancienne cité de Yin (Aujourd'hui Anyang), centre spirituel et culturel et dernière capitale de la dynastie Yin (ou Shang, 1300 - 1046 av. J.-C.). Le site inclut de nombreuses tombes et palais royaux.
Il s'agit en fait d'un ensemble de sites archéologiques situés sur les bords de la rivière Huan (洹河, Huán hé), ou rivière d'Anyang (安阳河 / 安陽河, ānyáng hé), au nord de la province chinoise du Henan, à proximité de la ville moderne d'Anyang. Cet ensemble archéologique est d'ailleurs couramment désigné sous le terme d'Anyang.

## Histoire
Redécouvert en 1899, ce site est l'un des plus vieux et grands de Chine. Le site était déjà actif au Ve millénaire av. J.-C.. 
C'est au début du XIVe siècle av. J.-C. que le roi Pan Geng de la dynastie Shang déplaça la capitale de Yān (actuellement Qufu dans la province chinoise du Shandong).
Le roi Wu Ding continua à utiliser cette capitale et lança de nombreuses campagnes militaires depuis ce site (beaucoup furent menées par sa propre femme Fu Hao), contre les tribus alentour, portant le rayonnement de la dynastie à son apogée.

## Découvertes archéologiques
La tombe la plus remarquable est celle de Fu Hao, l'une des épouses de Wu Ding, 21e empereur de la dynastie Shang, qui nous est parvenue parfaitement intacte. Elle renferme un grand nombre d'objets funéraires d'une qualité exceptionnelle, qui constituent l'un des trésors nationaux chinois. S'il est généralement reconnu en Chine que l’archéologue Li Ji a fondé l'archéologie moderne en Chine, c'est bien Zheng Zhenxiang qui a découvert la tombe de Fu Hao.
Yin Xu fournit également, grâce aux ossements gravés d'inscriptions divinatoires que l'on y a découverts (jiaguwen), un témoignage sur l'arrivée à maturité des caractères chinois dès 1300 av. J.-C.
Le site a été inscrit en 2006 sur la liste du patrimoine mondial de l'UNESCO.